# 羅孚 (作家)
羅孚（1921年—2014年5月2日），原名羅承勛，1921年出生於廣西桂林，香港資深報人，原《大公報》副總編輯、《新晚報》總編輯。用過的筆名包括：絲韋、柳蘇、辛文芷、吳令湄、文絲、石髮、史復、封建餘等。
1940年代起，他先後在桂林、重慶和香港三地的《大公報》工作，參與《大公報》子報《新晚報》和《海光文藝》創刊。擔任《新晚報》總編期間，羅孚促成了陳文統、查良鏞分別以梁羽生、金庸為筆名，在《新晚報》撰寫武俠小說，開創新派武俠小說先河。
戰後定居香港，爲中國共產黨黨員，負責香港、澳門、臺灣等地統戰，廣交人物。1967年，香港六七暴動期間，羅孚是鬥委會成員之一，出任報社鬥爭委員會執行小組組長，多次在左派報紙發文煽動顛覆香港政府，並且曾經參與放置假炸彈，羅後來也承認確有此事。
羅孚曾經被中國判間諜罪而軟禁十年，到1993年才獲釋，從北京抵達香港後，羅孚於1993年3月15日在《香港當代》雜誌撰文，就自己在六七暴動中的角色及作出脫離現實和迷惑人心的極左宣傳，對當年犧牲及受影響的人，表達歉意及懺悔。香港民主運動支持者羅海星（1949年－2010年1月14日）為其兒子。羅另有兒子羅海曼、羅海沙、羅海雷，其中羅海雷著有《我的父親羅孚》一書，講述父親羅孚一生的經歷。
2014年5月2日凌晨，羅孚於香港家中病逝，享年93歲。